# Nuoto ai Giochi della XIX Olimpiade - 200 metri misti maschili
La competizione dei 200 metri misti maschili di nuoto ai Giochi della XIX Olimpiade si è svolta nei gironi 19 e 20 ottobre 1968 alla Piscina Olímpica Francisco Márquez di Città del Messico.

## Programma
| Data            | Round      | Note                           |
| --------------- | ---------- | ------------------------------ |
| 19 ottobre 1968 | 7 Batterie | I migliori 8 tempi alla finale |
| 20 ottobre      | Finale     |                                |

## Risultati

### Batterie
| Pos. | Atleta             | Nazione          | Totale | Pos F |
| ---- | ------------------ | ---------------- | ------ | ----- |
| 1    | Charles Hickcox    | Stati Uniti      | 2'16"1 | 3 Q   |
| 2    | Péter Lázár        | Ungheria         | 2'17"1 | 6 Q   |
| 3    | Lars Kraus Jensen  | Danimarca        | 2'21"2 | 18    |
| 4    | Zbigniew Pacelt    | Polonia          | 2'23"3 | 23    |
| 5    | Gudmunður Gíslason | Islanda          | 2'24"1 | 27    |
| 6    | Andrey Dunayev     | Unione Sovietica | 2'25"9 | 31    |
| 7    | Francisco Ramis    | Porto Rico       | 2'31"9 | 36    |
| 8    | Rubén Guerrero     | El Salvador      | 2'37"5 | 41    |

| Pos. | Atleta           | Nazione        | Totale | Pos F |
| ---- | ---------------- | -------------- | ------ | ----- |
| 1    | George Smith     | Canada         | 2'16"4 | 4 Q   |
| 2    | Michael Holthaus | Germania Ovest | 2'17"5 | 7 Q   |
| 3    | Frank Wiegand    | Germania Est   | 2'18"0 | 11    |
| 4    | Ronnie Wong      | Hong Kong      | 2'36"1 | 38    |
| 5    | Donnacha O'Dea   | Irlanda        | 2'36"6 | 40    |

| Pos. | Atleta          | Nazione        | Totale | Pos F |
| ---- | --------------- | -------------- | ------ | ----- |
| 1    | John Ferris     | Stati Uniti    | 2'14"6 | 1 Q   |
| 2    | Reinhard Merkel | Germania Ovest | 2'17"8 | 9     |
| 3    | Hans Ljungberg  | Svezia         | 2'17"8 | 10    |
| 4    | Yulyan Rusev    | Bulgaria       | 2'22"7 | 21    |
| 5    | Raymond Terrell | Gran Bretagna  | 2'23"5 | 24    |
| 6    | Olle Ferm       | Svezia         | 2'27"5 | 33    |
| -    | Lee Tong-Shing  | Taiwan         | -      | Squal |

| Pos. | Atleta                  | Nazione          | Totale | Pos F |
| ---- | ----------------------- | ---------------- | ------ | ----- |
| 1    | Vladimir Kravchenko     | Unione Sovietica | 2'18"6 | 13    |
| 2    | István Szentirmay       | Ungheria         | 2'21"0 | 17    |
| 3    | Angel Chakarov          | Bulgaria         | 2'24"0 | 26    |
| 4    | José Joaquín Santibáñez | Messico          | 2'24"6 | 28    |
| 5    | Karl Byrom              | Australia        | 2'28"0 | 34    |
| 6    | Chan King-Ming          | Taiwan           | 2'44"9 | 45    |

| Pos. | Atleta            | Nazione     | Totale | Pos F |
| ---- | ----------------- | ----------- | ------ | ----- |
| 1    | Sandy Gilchrist   | Canada      | 2'16"8 | 5 Q   |
| 2    | Juan Carlos Bello | Perù        | 2'17"5 | 7 Q   |
| 3    | Juan Fortuny      | Spagna      | 2'20"6 | 13    |
| 4    | François Simons   | Belgio      | 2'22"5 | 20    |
| 5    | Rafael Hernández  | Messico     | 2'24"7 | 30    |
| 6    | Salvador Vilanova | El Salvador | 2'33"8 | 37    |
| 7    | Robert Loh        | Hong Kong   | 2'39"3 | 42    |

| Pos. | Atleta             | Nazione     | Totale | Pos F |
| ---- | ------------------ | ----------- | ------ | ----- |
| 1    | Gregory Buckingham | Stati Uniti | 2'15"6 | 2 Q   |
| 2    | Michele D'Oppido   | Italia      | 2'18"5 | 12    |
| 3    | Ken Campbell       | Canada      | 2'20"9 | 16    |
| 4    | Eduardo Alanís     | Messico     | 2'23"0 | 22    |
| 5    | Gershon Shefa      | Israele     | 2'26"6 | 32    |
| 6    | Peter Schmid       | Austria     | 2'36"4 | 39    |
| 7    | Friedrich Jokisch  | El Salvador | 2'41"6 | 43    |

| Pos. | Atleta           | Nazione        | Totale | Pos F |
| ---- | ---------------- | -------------- | ------ | ----- |
| 1    | Jürgen Schiller  | Germania Ovest | 2'20"8 | 15    |
| 2    | Martyn Woodroffe | Gran Bretagna  | 2'22"0 | 19    |
| 3    | Jacek Krawczyk   | Polonia        | 2'23"8 | 25    |
| 4    | Tony Asamali     | Filippine      | 2'24"6 | 28    |
| 5    | José Martínez    | Cuba           | 2'31"4 | 35    |
| 6    | Andrew Loh       | Hong Kong      | 2'42"0 | 44    |

### Finale
| Pos.    | Atleta             | Nazione        | Totale | Pos F           |
| ------- | ------------------ | -------------- | ------ | --------------- |
| Oro     | Charles Hickcox    | Stati Uniti    | 2'12"0 | Record olimpico |
| Argento | Gregory Buckingham | Stati Uniti    | 2'13"0 |                 |
| Bronzo  | John Ferris        | Stati Uniti    | 2'13"3 |                 |
| 4       | Juan Carlos Bello  | Perù           | 2'13"7 |                 |
| 5       | George Smith       | Canada         | 2'15"9 |                 |
| 6       | Sandy Gilchrist    | Canada         | 2'16"6 |                 |
| 7       | Michael Holthaus   | Germania Ovest | 2'16"8 |                 |
| 8       | Péter Lázár        | Ungheria       | 2'18"3 |                 |